# David Canary
Pour les articles homonymes, voir Canary.
David Canary est un acteur américain né le 25 août 1938 à Elwood, Indiana (États-Unis), et mort le 16 novembre 2015 à Wilton, Connecticut (États-Unis).

## Filmographie

### Cinéma
- 1967 : Hombre de Martin Ritt : Lamar Dean
- 1967 : L'Affaire Al Capone (The St. Valentine's Day Massacre) de Roger Corman : Frank Gusenberg
- 1969 : L'Ordinateur en folie (The Computer Wore Tennis Shoes) de Robert Butler : M. Walski
- 1975 : Les Requins (Sharks' Treasure) : Larry Hicks
- 1975 : La Brigade du Texas (Posse), de Kirk Douglas : Pensteman
- 1975 : Johnny Firecloud de William Allen Castleman : Shérif Jesse
- 1994 : Secret Santa de Matthew Huffman : Santa

### Télévision
Bonanza (série) : Candy Canaday (1967-1973)
- 1964 : Peyton Place ("Peyton Place") (série) : Dr Russ Gehring (1965-1966)
- 1973 : Incident on a Dark Street (en), téléfilm de Buzz Kulik : Peter Gallagher
- 1974 : Melvin Purvis G-MAN : 'Gene' Eugene T. Farber
- 1978 : C'est déjà demain ("Search for Tomorrow") (série) : Arthur Benson (1978)
- 1978 : The Dain Curse (feuilleton) : Jack Santos
- 1981 : Another World (série) : Steven 'Steve' Frame #2 (1981-1983)
- 1982 : King of America : Bingham
- 2000 : On ne vit qu'une fois ("One Life to Live") (série) : Adam Chandler père (2000, 2005)